# Kásjapíja
A kásjapíja (szanszkrit: काश्यपीय; páli: kasszapíja vagy kasszapiká; kínai: 飲光部, pinjin: Yǐnguāng Bù) korai buddhista iskola volt az  ókori Indiában.

## Elnevezése
A kásjapíja elnevezés a kásjapa kifejezésből ered, amely az egyik misszionárius neve volt, akit Asóka király küldött a himalájai Himaván földre. A kásjapíjákat haimavatáknak is nevezték.

## Története
A kásjapíják állítólag i.e. 190-ben váltak külön iskolává. A théraváda Mahávamsza szerint a kásjapíja iskola a szarvásztiváda iskolából vált ki. A mahászanghika források alapján viszont a kásjapíja szekta a vibhadzsjaváda iskolából vált ki.

## Tanok
Vaszumitra történetében, a Szamajabhedoparacsanacsakrában a haimavaták (kásjapií szekta) egy eklektikus irányzathoz tartoznak, akadnak tanaik a szthaviraváda és a mahászanghika iskoláktól is.
Kathá-vatthu beszámolója alapján a kásjapíják úgy tartották, hogy a múltbéli események a jelenben léteznek valamilyen formában.
A.K. Warder szerint a kásjapíják szerint az arhatok esendőek voltak és nem tökéletesek - hasonlóan a szarvásztiváda és  mahászanghika iskolák nézeteihez.